# Edmundston-Vallée-des-Rivières
Circonscription électorale provinciale du Canada
Edmundston-Vallée-des-Rivières (auparavant Edmunston-Saint-Basile et Edmundston puis Edmundston-Madawaska-Centre) est une circonscription électorale provinciale du Nouveau-Brunswick représentée à l'Assemblée législative depuis 1967.

## Géographie
La circonscription comprend :
- la cité d'Edmundston ;
  - le quartier de Saint-Basile,
- les villages de Sainte-Anne-de-Madawaska, Siegas et Rivière-Verte ;
- la paroisse de Notre-Dame-de-Lourdes.

## Liste des députés
| Législature                    | Années        | Député         | Député               | Parti                     |
| ------------------------------ | ------------- | -------------- | -------------------- | ------------------------- |
| Edmundston                     |               |                |                      |                           |
| 46e                            | 1967-1970     |                | Fernand Nadeau       | Libéral                   |
| 47e                            | 1970-1974     |                | Jean-Maurice Simard  | Progressiste-conservateur |
| 48e                            | 1974-1978     |                | Jean-Maurice Simard  | Progressiste-conservateur |
| 49e                            | 1978-1982     |                | Jean-Maurice Simard  | Progressiste-conservateur |
| 50e                            | 1982-1986     |                | Jean-Maurice Simard  | Progressiste-conservateur |
| 50e                            | 1986-1987     |                | Roland Beaulieu      | Libéral                   |
| 51e                            | 1987-1991     |                | Roland Beaulieu      | Libéral                   |
| 52e                            | 1991-1995     |                | Roland Beaulieu      | Libéral                   |
| 53e                            | 1995-1999     |                | Bernard Valcourt     | Progressiste-conservateur |
| 54e                            | 1999-2003     | Madeleine Dubé |                      | Progressiste-conservateur |
| 55e                            | 2003-2006     | Madeleine Dubé |                      | Progressiste-conservateur |
| Edmundston-Saint-Basile        |               |                |                      |                           |
| 56e                            | 2006-2010     |                | Madeleine Dubé       | Progressiste-conservateur |
| 57e                            | 2010-2014     |                | Madeleine Dubé       | Progressiste-conservateur |
| Edmundston-Madawaska-Centre    |               |                |                      |                           |
| 58e                            | 2014-2018     |                | Madeleine Dubé       | Progressiste-conservateur |
| 59e                            | 2018-2020     |                | Jean-Claude D'Amours | Libéral                   |
| 60e                            | 2020-2024     |                | Jean-Claude D'Amours | Libéral                   |
| Edmundston-Vallée-des-Rivières |               |                |                      |                           |
| 61e                            | 2024-en cours |                | Jean-Claude D'Amours | Libéral                   |